# Christian Atsu
Christian Atsu Twasam (* 10. Januar 1992 in Ada, Ghana; † zwischen 6. und 18. Februar 2023 in Antakya, Türkei) war ein ghanaischer Fußballspieler.

## Karriere

### Verein
Im Alter von 17 Jahren wechselte Atsu nach Portugal in die Jugendabteilung des FC Porto. In der Saison 2010/11 wurde er am 14. Mai 2011 zum Spiel gegen Marítimo Funchal vom damaligen Trainer André Villas-Boas zum ersten Mal in den Profikader berufen. Allerdings wurde er beim 2:0-Auswärtssieg nicht eingewechselt.
Zur Saison 2011/12 wurde er gemeinsam mit seinem Teamkollegen Kelvin an den Rio Ave FC ausgeliehen, um Spielpraxis zu sammeln. Seinen ersten Einsatz absolvierte er am dritten Spieltag bei der Heimniederlage gegen SC Olhanense. Der erste Treffer gelang ihm im dritten Spiel am fünften Spieltag bei einer 2:3-Heimniederlage gegen Sporting Lissabon. Am 16. Dezember 2011 im Spiel gegen Benfica Lissabon erzielte Atsu den Führungstreffer für seinen Verein in der 24. Minute. Trotzdem gewann Benfica am Ende 5:1. In seinem letzten Spiel für Rio Ave am letzten Spieltag der Saison traf Atsu auf seinen Stammverein, den FC Porto. Porto stand zu diesem Zeitpunkt schon als Meister fest und gewann das Match mit 5:2 im Stadion von Rio Ave. Atsu erzielte dabei das zweite Tor zum zwischenzeitlichen 2:3.
Am 1. September 2013 unterschrieb Atsu einen Fünfjahresvertrag bis zum 30. Juni 2018 beim FC Chelsea und wurde gleichzeitig bis zum Ende der Saison 2013/14 in die niederländische Eredivisie an Vitesse Arnheim verliehen.
Zur Saison 2014/15 wurde Atsu an den FC Everton ausgeliehen. Eine Spielzeit später wurde Atsu an den Premier-League-Aufsteiger AFC Bournemouth verliehen. Nachdem Atsu dort auf keinen Ligaeinsatz gekommen war, wurde er am 26. Januar 2016 in die spanische Primera División an den FC Málaga weiterverliehen.
Nach nur zwölf Einsätzen und zwei Toren heuerte Atsu am 31. August 2016 zunächst als Leihspieler bei Newcastle United an. Zur Saison 2017/18 wurde er fest verpflichtet und mit einem Vertrag bis zum 30. Juni 2021 ausgestattet. Im Juli 2021 wechselte Atsu per Zweijahresvertrag nach Saudi-Arabien zu al-Raed. Bereits im September 2022 schloss er sich jedoch dem türkischen Erstligisten Hatayspor an.

### Nationalmannschaft
Sein erstes Länderspiel für Ghana absolvierte er am 1. Juni 2012 beim Qualifikationsspiel für die Fußball-Weltmeisterschaft 2014 gegen Lesotho. Im heimischen Baba-Yara-Stadion in Kumasi wurde er in der 67. Minute von Trainer James Kwesi Appiah eingewechselt und erzielte das fünfte Tor beim 7:0-Sieg Ghanas.
Bei der Fußball-Weltmeisterschaft 2014 spielte er alle Spiele. Im Afrika-Cup 2015 erreichte er mit Ghana das Finale und wurde anschließend zum besten Spieler des Turniers gekürt, sein Treffer gegen Guinea außerdem zum besten Tor des Cups.

## Tod
Nach einem schweren Erdbeben in der Türkei und Syrien am 6. Februar 2023 galt Atsu als vermisst; es wurde befürchtet, dass er unter den Trümmern des Hauptquartiers von Hatayspor in Antakya verschüttet worden sein könnte. Zunächst wurde berichtet, Atsu sei noch am selben Tag aus den Trümmern gerettet und mit Verletzungen am rechten Fuß und Atemproblemen in ein Krankenhaus gebracht worden; dies stellte sich jedoch als falsch heraus. Am 18. Februar 2023 wurde Atsu tot unter den Trümmern des Gebäudes, in dem er gewohnt hatte, aufgefunden. Das zwölfstöckige Luxuswohnhaus wurde nach Berichten türkischer Medien zehn Jahre vor dem Erdbeben unter Umgehung mehrerer Bauvorschriften errichtet.

## Erfolge
FC Porto
- Portugiesischer Fußball-Supercup: 2012
- Portugiesischer Meister: 2013